# SABCA S.20
SABCA S.20 Libelulle (Vážka) byl třímístný sportovně-turistický letoun postavený v roce 1935 belgickou továrnou SABCA.

## Vznik a vývoj
Société Anonyme Belge de Construction Aéronautique (~ Belgická akciová společnost pro leteckou výrobu), známější pod zkratkou SABCA či S.A.B.C.A., je belgický letecký výrobce. Společnost byla založena 16. prosince 1920. Počáteční prostředky poskytli průmyslníci, belgická vláda a hlavní banky v zemi. Nová společnost sídlila v tehdy nově postavených budovách na letišti Haren poblíž Bruselu.

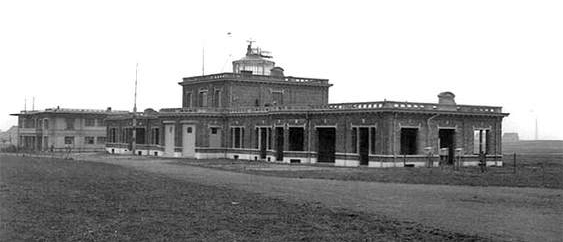
Letiště Haren (1929)

Hlavní inženýr Sabcy Robert Servais navrhl v roce 1935 pohledný letoun Sabca S.20 „Libelulle“, který byl poháněn motorem Walter Major 4 (120 k). Stroj byl zaregistrován pod imatrikulací OO-APU dne 26. srpna 1935 a první vzlet absolvoval o 2 dny později.
Koncem 30. let 20. století byl provozován na letišti Haren v Bruselu. Bohužel toto krásné letadlo zmizelo v Německu během druhé světové války.

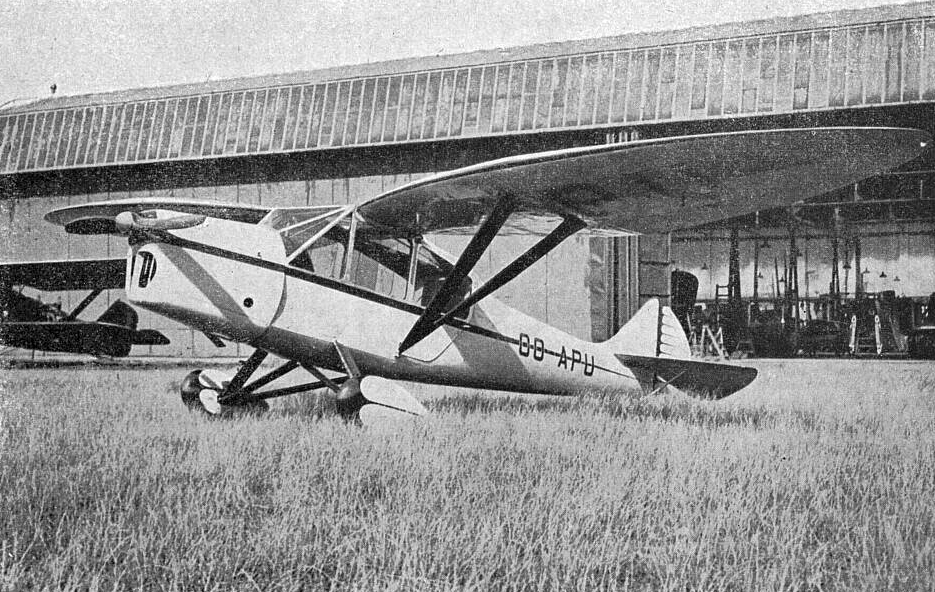
SABCA S.20

## Popis letounu
Letoun byl řešen jako celodřevěný, hornokřídlý jednoplošník se sklopným křídlem, vyztužený dvěma páry profilovaných vzpěr. Prostorná, zcela uzavřená kabina měla tři sedadla, z nichž prvá dvě byla vpředu vedle sebe. Byla vybavena zdvojeným řízením. Přístrojová deska byla pružně zavěšena před pilotními sedadly. Kombinace perlové šedé a červené barvy použité na draku letounu dokonale ladila s červeným čalouněním sedadel v kabině.
Křídlo bylo dvoudílné, každá polovina křídla byla sklopná kolem osy směrem vzad. Trup oválného průřezu. Dělený podvozek (bez průběžné osy) byl složen ze dvou samostatných částí. Tlumiče pérování kol o širokém rozchodu byly olejopneumatické, brzdy hydraulické. Všechna kola včetně ostruhového byla opatřena kapkovitými kryty.
Řadový invertní vzduchem chlazený čtyřválec Walter Major 4 byl pružně zavěšen na motorovém loži, které bylo svařeno z ocelových trubek. Spouštění motoru byla zajištěno prostřednictvím mechanického startéru Walter s ruční klikou. Benzínové nádrže o celkovém objemu 105 l paliva byly uloženy v křídle.
Během vývoje prošel letoun dvěma viditelnými změnami. U konstrukce předního skla byl změn počet fazet z pěti na tři a také byla zvětšena ocasní plocha. Letadlo však zůstalo ve stavu prototypu a sériově se nevyrábělo kvůli nedostatku objednávek.

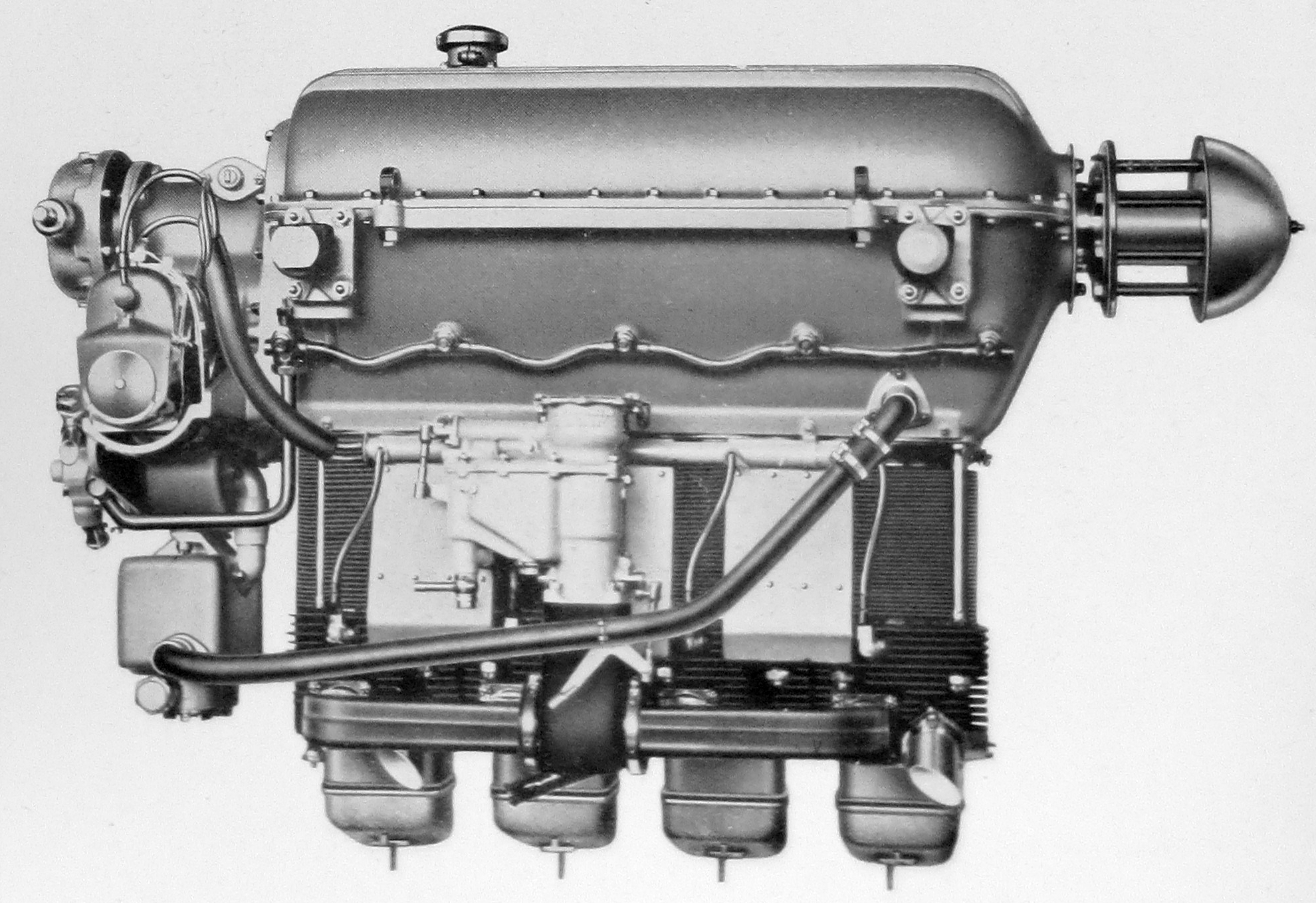
Walter Major 4

## Uživatelé

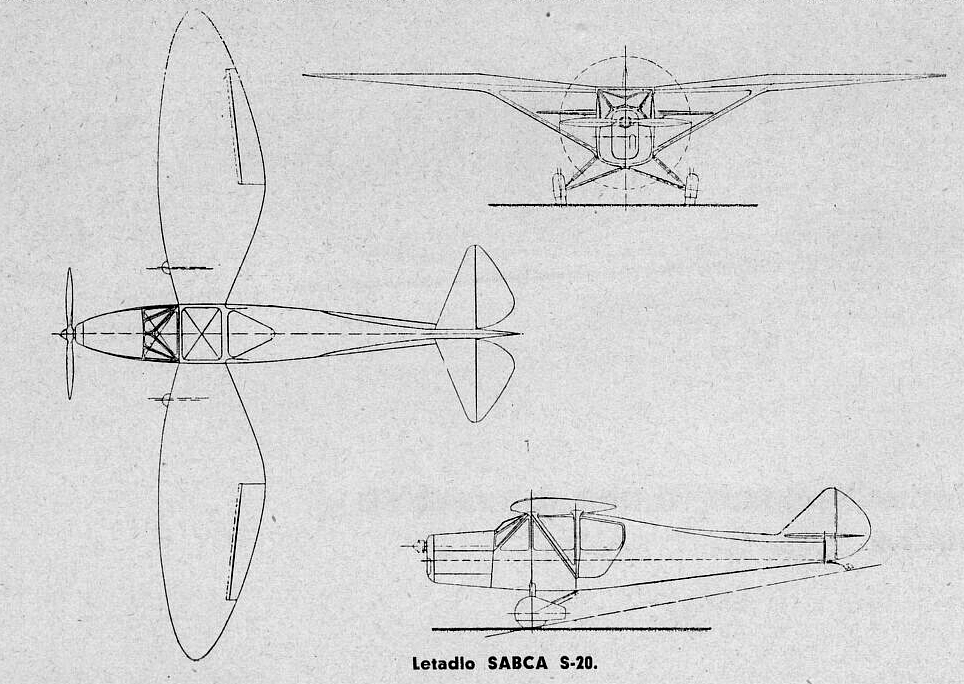
SABCA S.20 (3D)

- Belgie
  - SABCA

## Specifikace
Data dle

### Technické údaje
- Posádka: 3
- Rozpětí: 11,00 m
- Délka: 7,80 m
- Výška: 2,15 m
- Celková nosná plocha: 14,00 m2
- Prázdná hmotnost: 580  kg
- Max. vzletová hmotnost: 900  kg
- Pohonná jednotka: vzduchem chlazený čtyřválcový invertní letecký motor Walter Major 4
- Výkon pohonné jednotky:
  - jmenovitý: 88,3 kW (120 k) při 2100 ot/min
  - vzletový: 95,6 kW (130 k) při 2350 ot/min
- Spotřeba paliva: 235–250 g·h−1·k−1 / 320–340 g·h−1·kW−1
- Vrtule: dvoulistá dřevěná vrtule

### Výkony
- Maximální rychlost: 225 km/h
- Cestovní rychlost: 200 km/h
- Minimální rychlost: 80 km/h
- Dolet: 550–600 km